# Хвастощі
Хвастощі — свідоме прибільшення та виставлення напоказ своїх достоїнств, успіхів і інших якостей, з метою виділитися серед інших, здобути похвалу. У багатьох релігіях вважається гріхом, наприклад, у християнстві, ісламі, індуїзмі та буддизмі.